# Стальной афиосемион
Стальной афиосемион или афиосемион Гарднера (лат. Fundulopanchax gardneri) — вид небольших (50—55 мм) лучепёрых рыб из семейства нотобранхиевых. Населяют притоки рек Кросс и Бенуэ в Нигерии и Камеруне.
В настоящее время вид классифицируется как состоящий из четырёх подвидов:
- Fundulopanchax gardneri gardneri (Boulenger, 1911[2])
- Fundulopanchax gardneri lacustris (Langton, 1974[3])
- Fundulopanchax gardneri mamfensis (Radda, 1974[4])
- Fundulopanchax gardneri nigerianus (Clausen, 1963)

Живут в ручьях, болотах, лужах во влажной и залесённой саванне, а также в областях влажных тропических лесов. Некоторые из подобных мест обитания периодически пересыхают, но в основном пересыхания редки, и эти водоёмы наполнены водой весь год. В связи с этим икра может проходить диапаузу в своём развитии, однако, это не является необходимым условием.
При содержании в аквариуме необходимо поддерживать следующие параметры воды: 20—26 °C, pH 6,0—7,5. Питание в основном живым кормом. В период нереста он происходит ежедневно на растения или в торф, инкубация икры возможна и в воде, и с подсушиванием торфа. Период инкубации в воде около двух недель, в торфе — около трёх недель. Продолжительность жизни в аквариуме — 2-3 года[уточнить]